# Lieber Frankie
Lieber Frankie (Originaltitel: Dear Frankie) ist ein britisches Filmdrama über eine Familie und die Beziehung eines Jungen zu seinem abwesenden Vater.

## Handlung
Seit der gehörlose Frankie ein kleiner Junge war, zieht er mit seiner Mutter Lizzy von Ort zu Ort. Gerade sind sie in ein kleines schottisches Hafenstädtchen gezogen.
Von seinem Vater erhält Frankie nur Briefe von der HMS Accra, auf welcher dieser als Matrose angeheuert hat. Seit Jahren hat er ihn nicht mehr gesehen. Aber Frankies Mutter hat ein Geheimnis: Es ist nicht sein Vater, der die Briefe schreibt, sondern die Mutter, die sich ständig auf der Flucht vor ihrem gewalttätigen Mann befindet.
Doch an ihrem jetzigen Wohnort ereignet sich etwas, womit Frankies Mutter nicht gerechnet hat. Die HMS Accra soll in wenigen Tagen in den Hafen einlaufen, und Frankie ist sehr begeistert davon, seinen Vater einmal wiederzusehen. Lizzy muss eine Entscheidung treffen und so beauftragt sie einen Fremden, für einen Tag den Vater von Frankie zu spielen.

## Kritiken
„Lieber Frankie erzählt eine anrührende Geschichte, die glücklicherweise nicht ins Kitschige umschlägt. […] Shona Auerbach gelingt ein behutsamer Film von einem innigen Verhältnis zwischen Mutter und Kind, der die Klippen von überzogener Melodramatik und purer Sentimentalität haarscharf umschifft. […] Wohltuend dabei, dass die Regiedebütantin weniger auf Dialoge, als auf Symbole, Gesten und Stimmungen setzt. Ein Glücksfall ist auch, dass der Film durch überzeugende Darsteller getragen wird. Dem Zuschauer wird weder die Taubstummensprache von Frankie komplett enträtselt, noch wird er mit den schrecklichen Details des Familiendramas konfrontiert.“